# Sumpf-Schachtelhalm
Der Sumpf-Schachtelhalm (Equisetum palustre), auch Duwock genannt, ist eine Pflanzenart aus der Gattung der Schachtelhalme (Equisetum) innerhalb der Familie der Schachtelhalmgewächse (Equisetaceae).

## Beschreibung und Ökologie

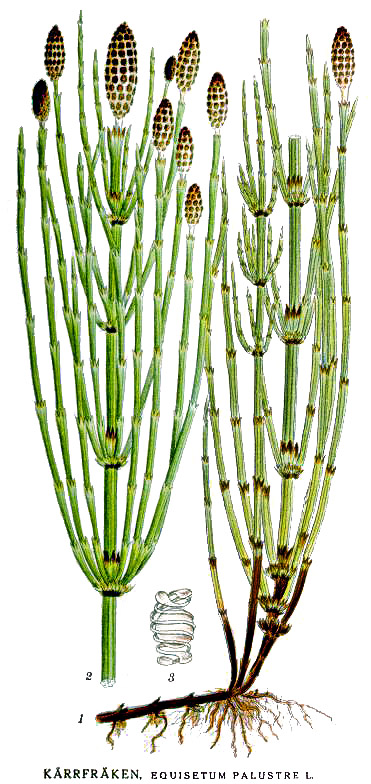
Illustration

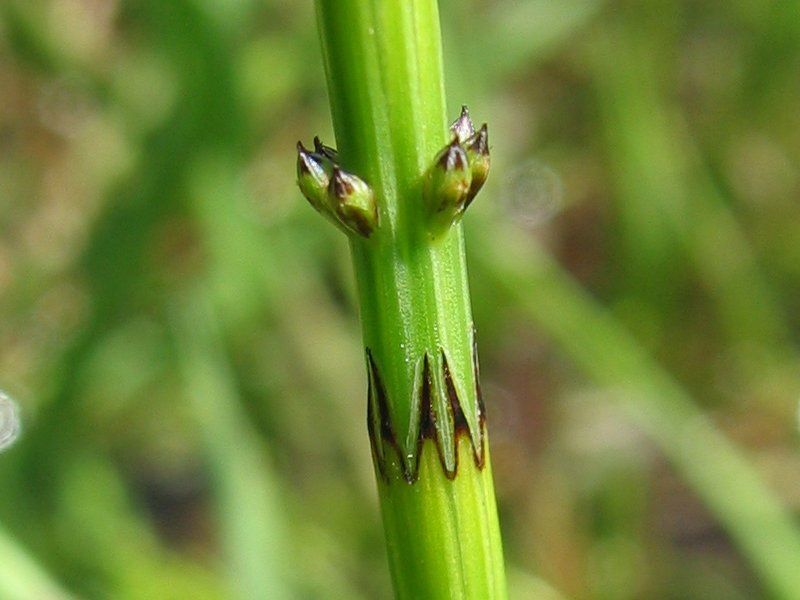
Detail des Stängels

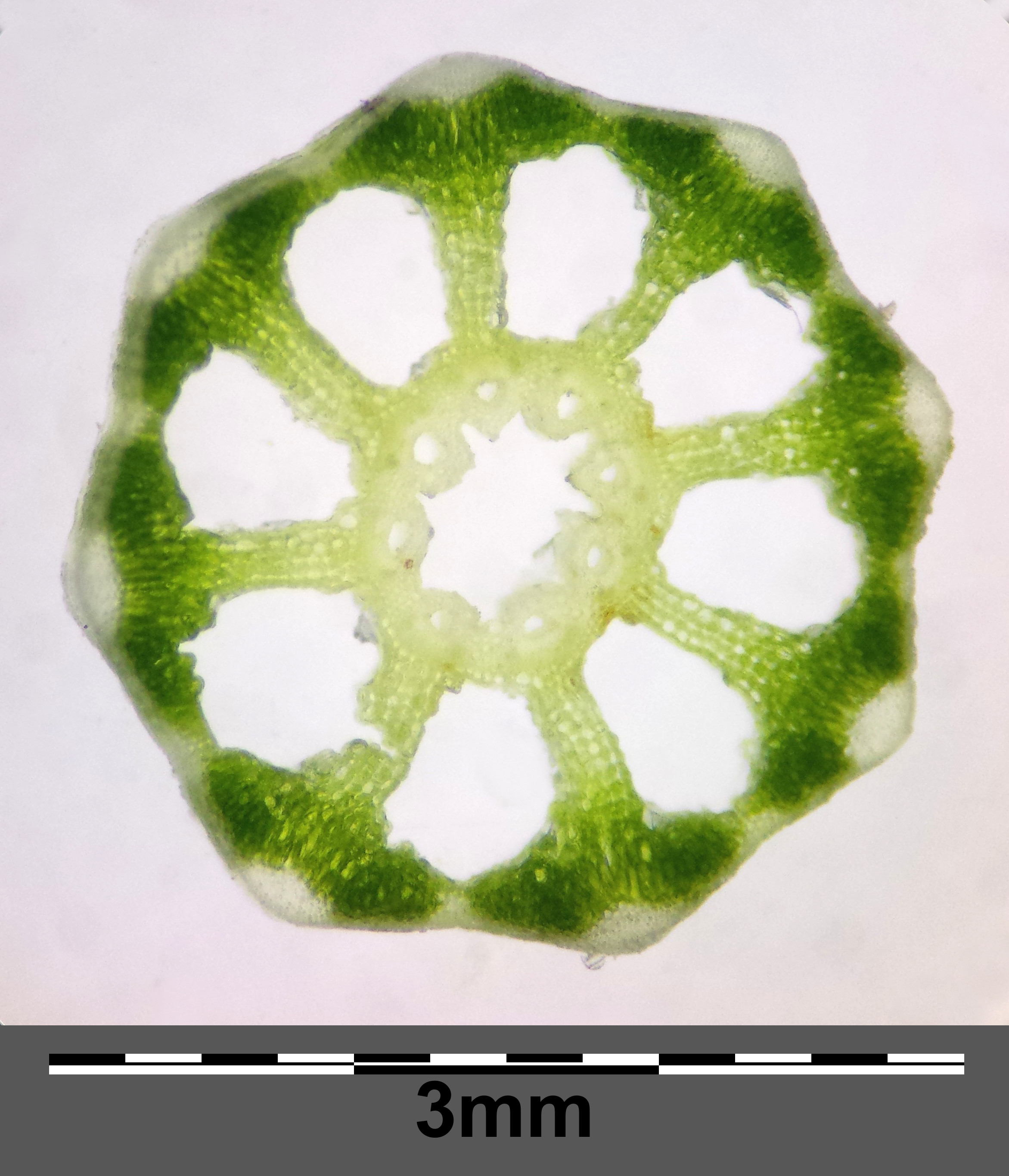
Stängelquerschnitt

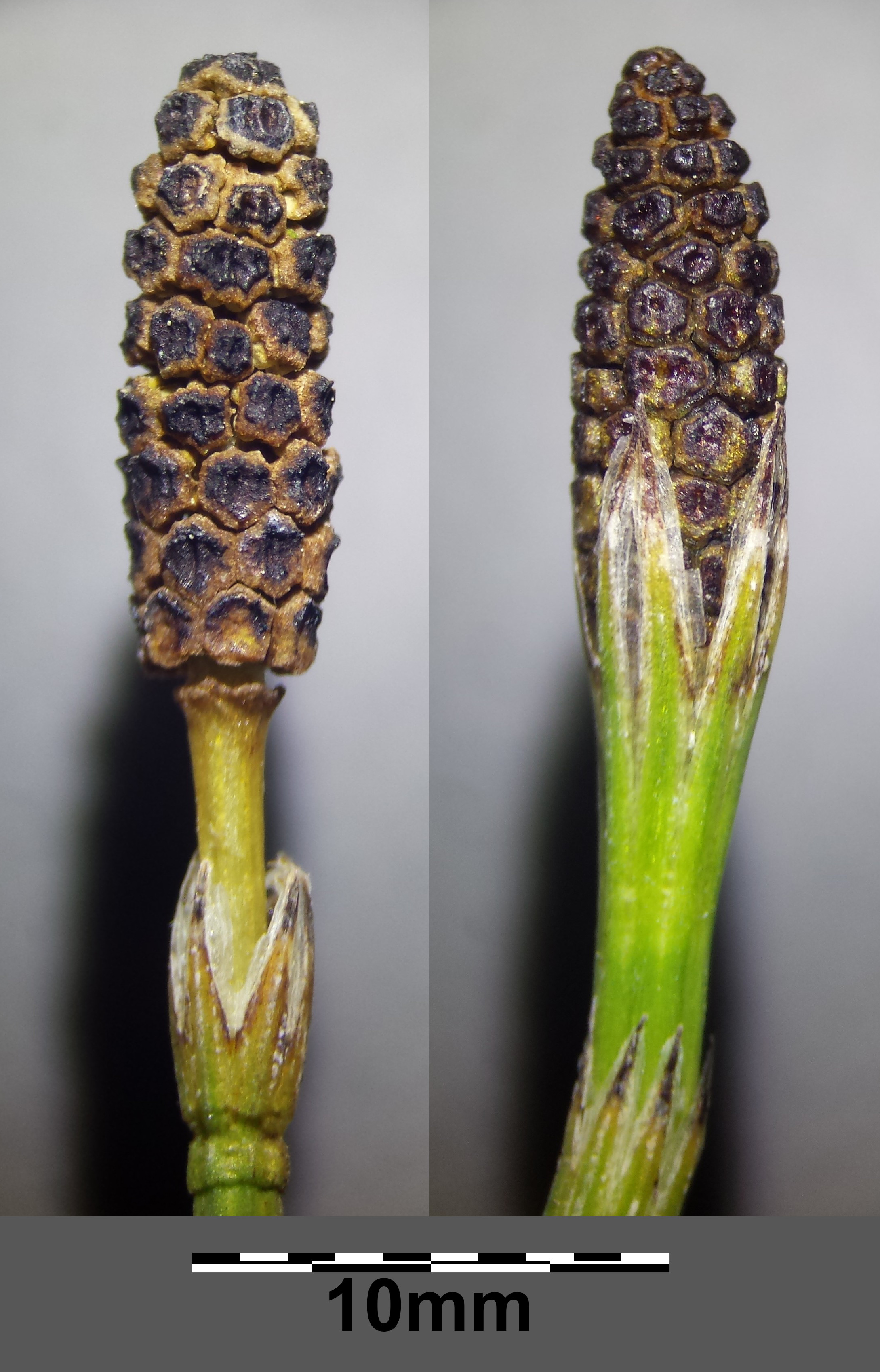
Die Sporophyllstände sind stumpf-abgerundet, ohne Spitze.

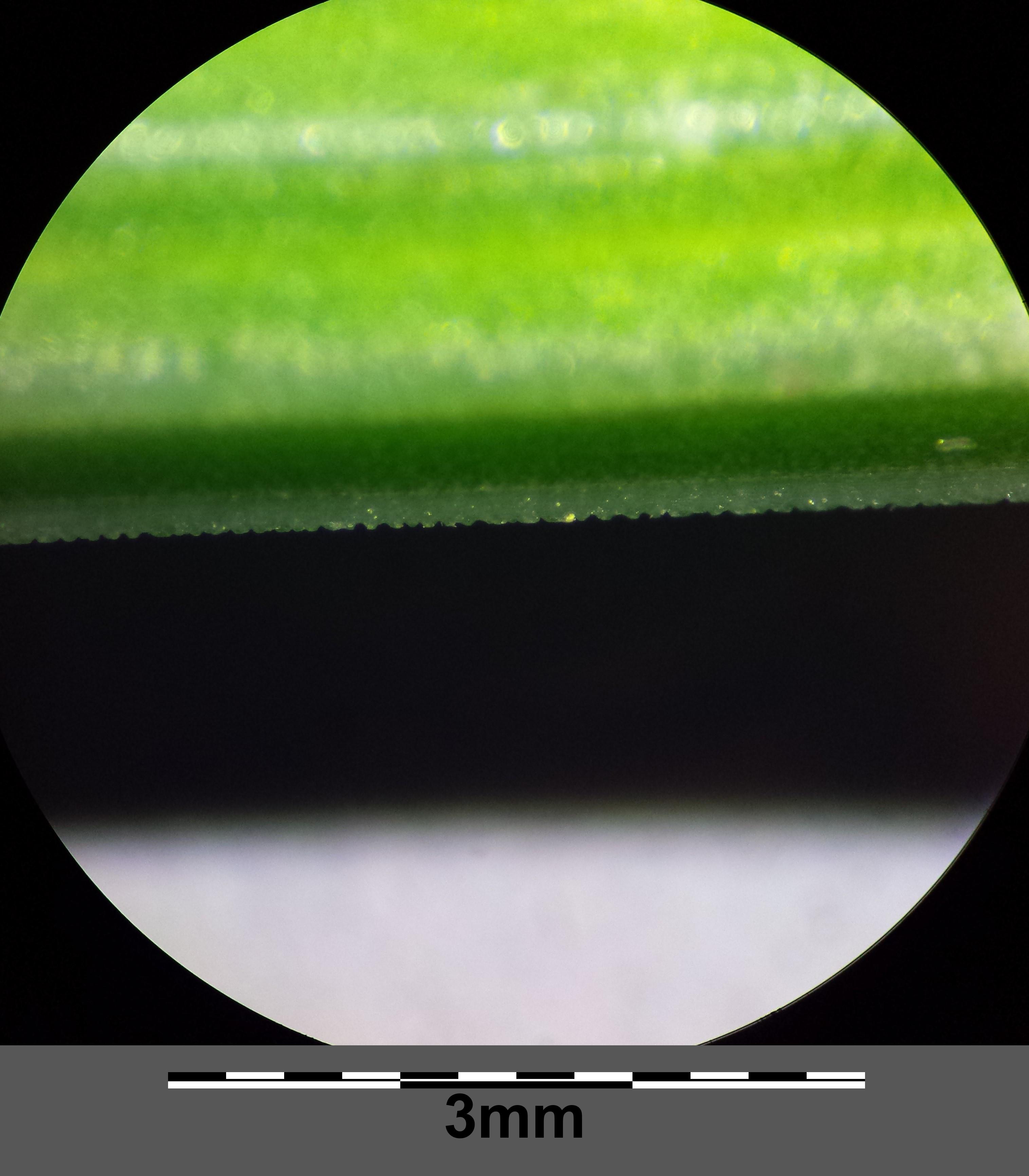
Die Stängeloberfläche ist mit niedrigen Papillen besetzt.

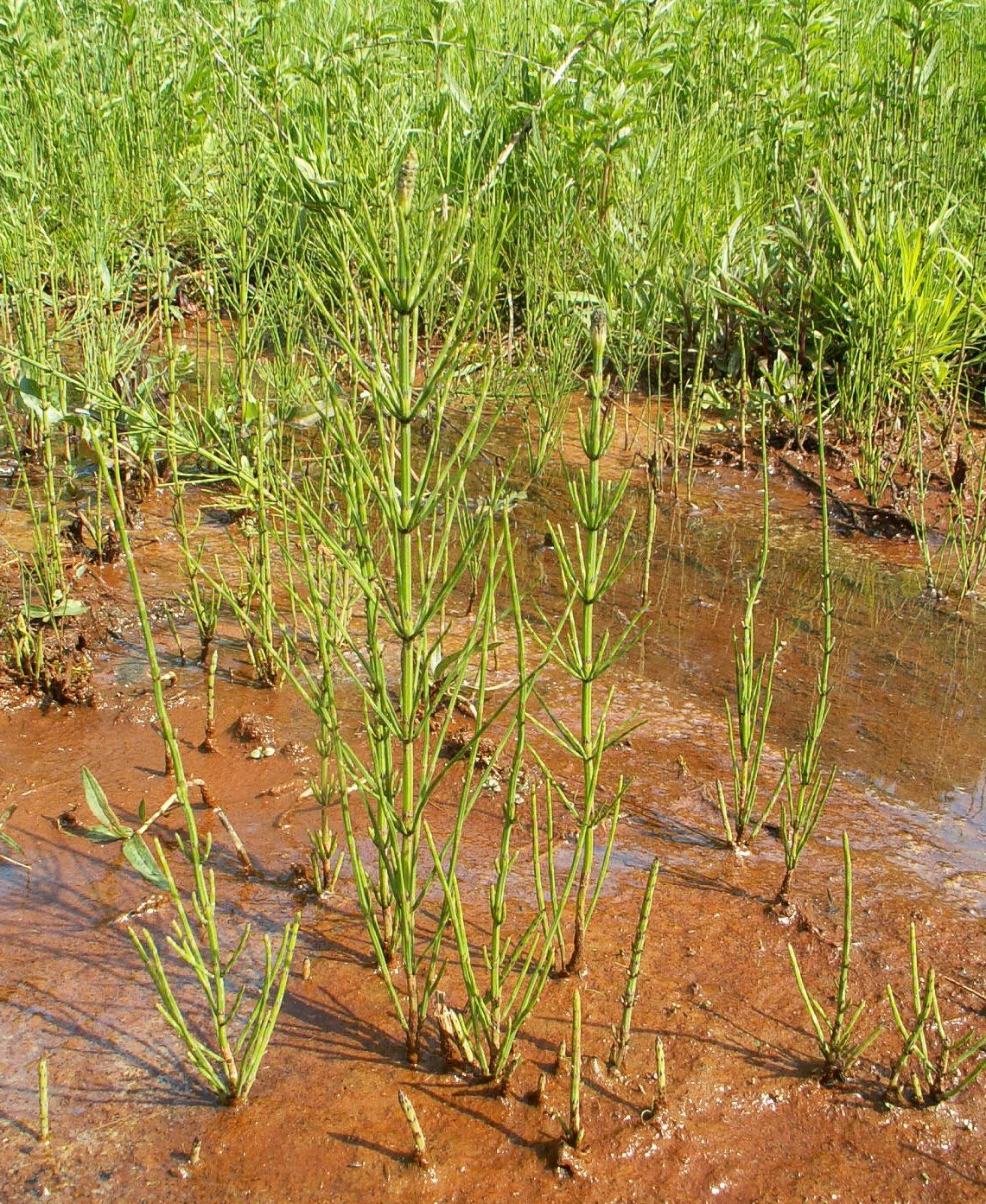
Habitus im Habitat

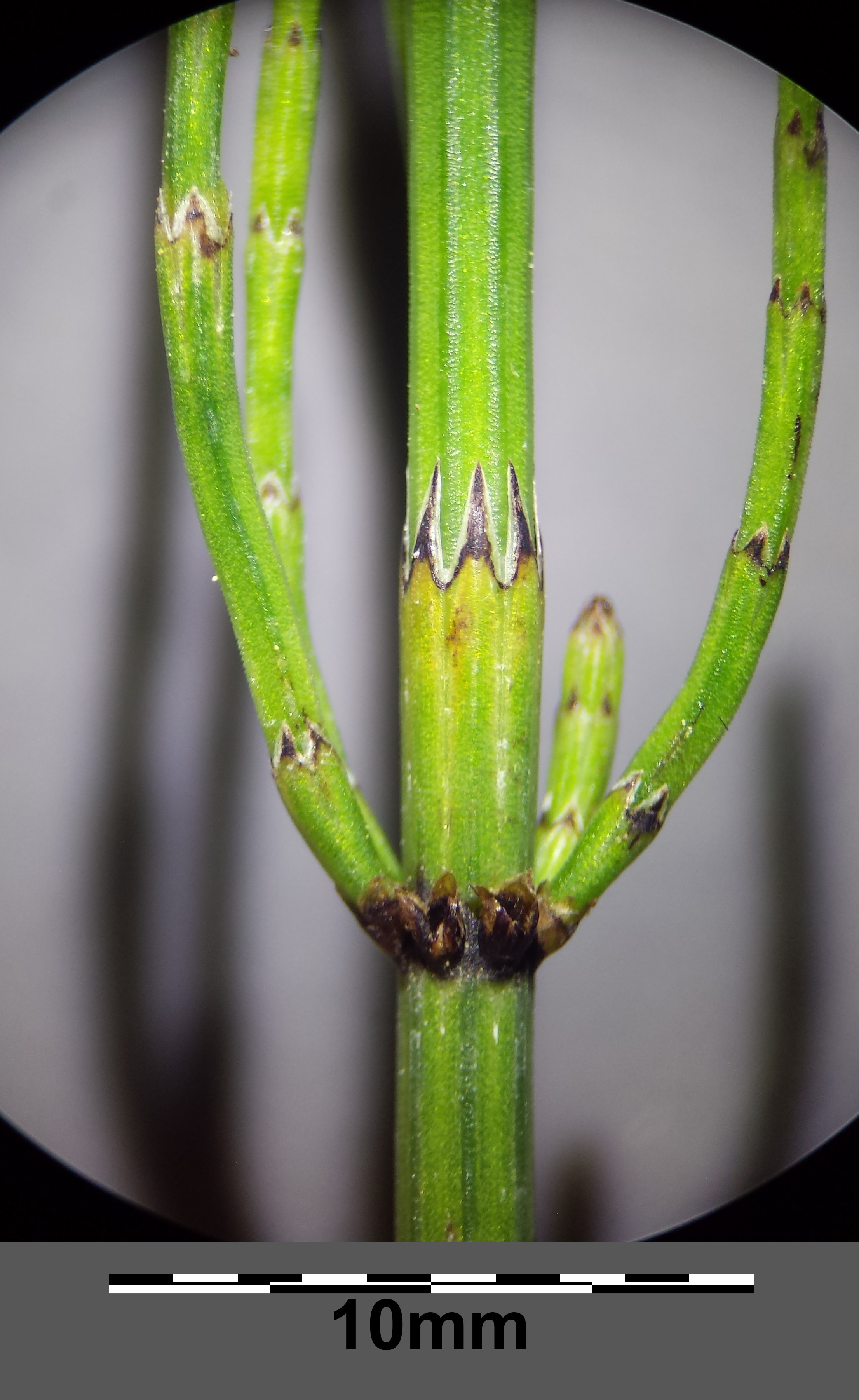
Stängel mit Ästen: die untersten Internodien der Äste sind kürzer als die Stängelscheide.

Der Sumpf-Schachtelhalm ist eine ausdauernde krautige Pflanze und erreicht Wuchshöhen von 10 bis 60, selten bis 100 Zentimetern. Die Rhizome dieses Geophyten reichen über einen Meter tief in den Boden.
Die sterilen und fertilen (sporangientragenden) Sprosse sind gleich gestaltet, immer grasgrün und erscheinen zur gleichen Zeit. Der glatte bis leicht raue Stängel weist einen Durchmesser von bis zu 4 Millimetern auf und ist deutlich gerippt. Die Verzweigung ist quirlig und reichlich. Die Seitenäste sind kräftig, besitzen vier bis fünf (selten sieben) Rippen. Das untere Internodium ist bei ihnen kürzer als die Stängelscheide. Diesen Unterschied zum Acker-Schachtelhalm hat schon Caspar Bauhin (1560–1624) gekannt. Er unterschied Equisetum arvense, longioribus setis (lat.: mit längeren Ästen) von Equisetum palustre, brevioribus setis (lat.: mit kürzeren Ästen). Die Zentralhöhle des Stängels nimmt ein Achtel bis ein Drittel des Durchmessers ein. Die Stängelblattscheiden sind zur Spitze hin nicht oder kaum erweitert. Die vier bis zwölf Zähne sind bleibend, haben einen breiten weißen Hautrand und sind kürzer als die Scheidenröhre.
Die Sporangienähre ist stumpf und weist Längen von 10 bis 30 Millimetern auf. Die Sporen reifen von Juni bis September.
Der Sumpf-Schachtelhalm besitzt einen diploiden Chromosomensatz mit einer Chromosomenzahl 2n = 216.

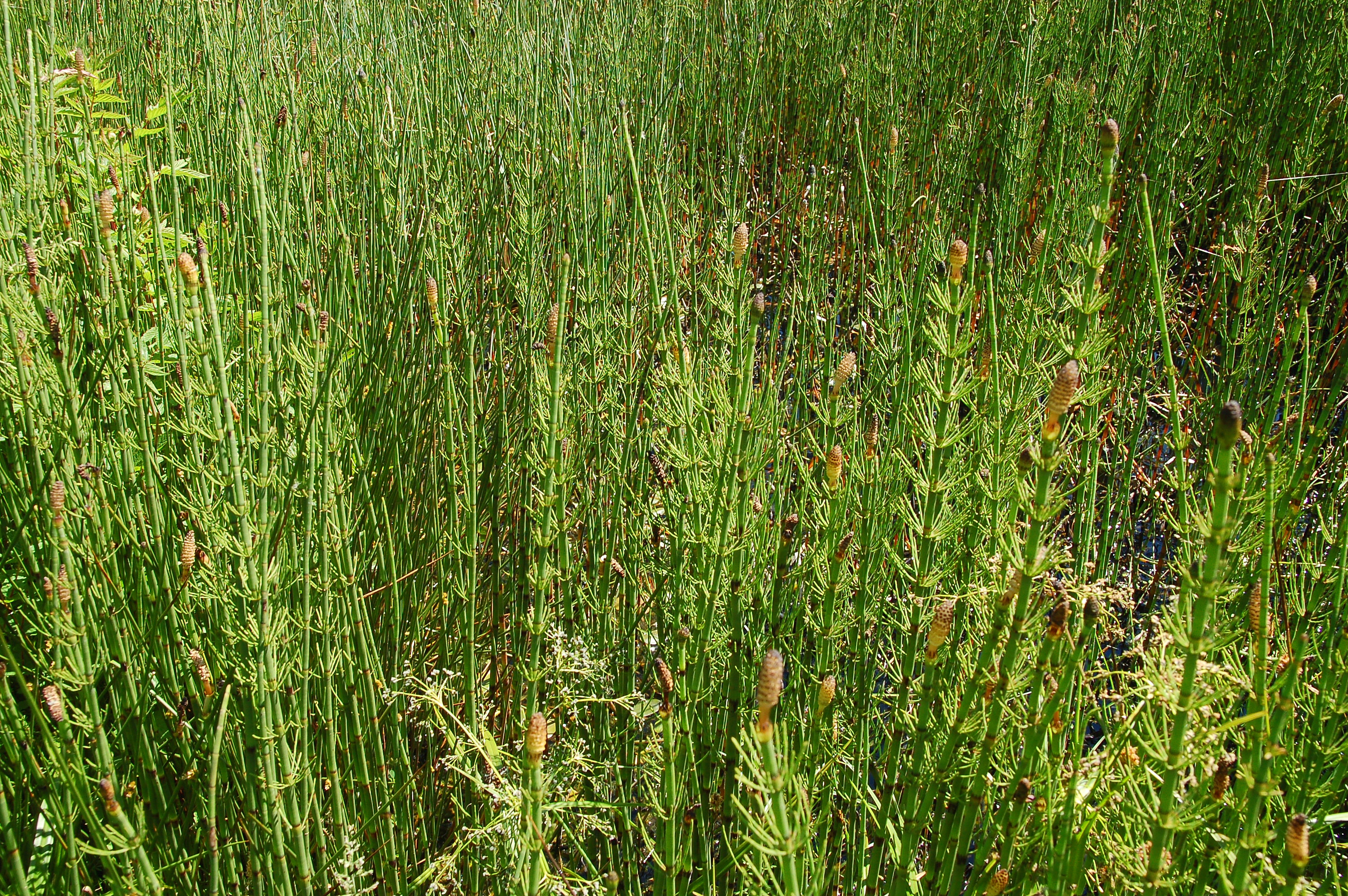
Habitus

## Vorkommen
Der Sumpf-Schachtelhalm ist zirkumpolar verbreitet in den subozeanischen Bereichen der meridionalen bis borealen Zone. Er kommt in Eurasien und in Nordamerika vor. In Europa kommt er in allen Ländern vor. In Deutschland, Österreich und der Schweiz ist der Sumpf-Schachtelhalm verbreitet bis häufig.
Der Sumpf-Schachtelhalm wächst in nassen Wiesen, Flachmooren, an Ufern und in Verlandungsbereichen. Er kommt in Gesellschaften der Ordnung Molinietalia, der Klasse Scheuchzerio-Caricetea oder des Verbands Calthion vor. Er steigt in Graubünden bis in Höhenlagen von 2480 Metern auf. In den Allgäuer Alpen steigt er in Bayern am Schrecksee und im Tiroler Teil am Hahnenkamm bei Reutte bis in eine Höhenlage von 1800 Meter auf. Er kommt in der collinen bis in die subalpine Höhenstufe vor.
Die ökologischen Zeigerwerte nach Landolt et al. 2010 sind in der Schweiz: Feuchtezahl F = 4+w+ (nass aber stark wechselnd), Lichtzahl L = 4 (hell), Reaktionszahl R = 3 (Schwach sauer bis neutral), Temperaturzahl T = 3 (montan), Nährstoffzahl N = 2 (nährstoffarm), Kontinentalitätszahl K = 3 (subozeanisch bis subkontinental).

## Taxonomie
Die Erstveröffentlichung von Equisetum palustre erfolgte 1753 durch Carl von Linné in Species Plantarum Tomus II, S. 1061.

## Giftigkeit
Der Sumpf-Schachtelhalm ist aufgrund seiner Inhaltsstoffe für Weidevieh giftig.
Für die Giftwirkung sind hauptsächlich zwei Inhaltsstoffe verantwortlich: Erstens eine Thiaminase, die das Vitamin B1 zerstört und vor allem auf Pferde giftig wirkt und ein Taumeln der Tiere auslöst. Zweitens das Piperidin-Alkaloid Palustrin (0,01–0,3 %), das auch im Heu über Jahre hinweg erhalten bleibt und das bei Rindern zur Abnahme des Milchertrags und zu Lähmungserscheinungen führt.
Beim Menschen sind keine Vergiftungen bekannt; trotzdem sollte der Sumpf-Schachtelhalm nicht in Tee-Mischungen enthalten sein. Auch Nikotin ist in Pflanzenteilen enthalten.

## Trivialnamen
Für den Sumpf-Schachtelhalm oder Duwock bestehen bzw. bestanden auch die weiteren deutschsprachigen Trivialnamen: Dunop (Hamburg), Duub (Holstein), Duvub (Holstein), Duwak (Mark Brandenburg), Duwenwocke (Hannover, Waldeck, mittelniederdeutsch), Duwenwopp (Pommern), Duwick (Mecklenburg), Duwock (Norddeutschland, mittelniederdeutsch, neuniederdeutsch), Duwocken (Norddeutschland, mittelniederdeutsch, neuniederdeutsch), Duwub (Holstein), Entenfleit (Altmark), Kattenstirt (Mecklenburg), Kattstert (Pommern), Katzenstert (Mark Brandenburg), Kohdoot (Norddithmarschen, Unterweser), Pferdeschwanz (Thüringen), Pip`nstül (Altmark), Rugen (Mecklenburg) und Rugstirt (Mecklenburg).

## Belege
- Manfred A. Fischer, Wolfgang Adler, Karl Oswald: Exkursionsflora für Österreich, Liechtenstein und Südtirol. 2., verbesserte und erweiterte Auflage. Land Oberösterreich, Biologiezentrum der Oberösterreichischen Landesmuseen, Linz 2005, ISBN 3-85474-140-5.
- Rudolf Schubert, Klaus Werner, Hermann Meusel (Hrsg.): Exkursionsflora für die Gebiete der DDR und der BRD. Begründet von Werner Rothmaler. 13. Auflage. Band 2: Gefäßpflanzen. Volk und Wissen, Berlin (DDR) 1987, ISBN 3-06-012539-2.
- Siegmund Seybold (Hrsg.): Schmeil-Fitschen interaktiv. CD-ROM, Version 1.1. Quelle & Meyer, Wiebelsheim 2002, ISBN 3-494-01327-6.
- Ruprecht Düll, Herfried Kutzelnigg: Taschenlexikon der Pflanzen Deutschlands und angrenzender Länder. Die häufigsten mitteleuropäischen Arten im Porträt. 7., korrigierte und erweiterte Auflage. Quelle & Meyer, Wiebelsheim 2011, ISBN 978-3-494-01424-1.
- Lutz Roth, Max Daunderer, Kurt Kormann: Giftpflanzen – Pflanzengifte. Giftpflanzen von A–Z. Notfallhilfe. Vorkommen. Wirkung. Therapie. Allergische und phototoxische Reaktionen. 4. Auflage. Nikol, Hamburg 2000, ISBN 3-933203-31-7 (Nachdruck von 1994).